# Jakarta
Jakarta este cel mai populat oraș al Indoneziei, situat în nord-vestul insulei Java, la gura de vărsare a fluviului Liwung în Golful Jakarta, cu o populație de 8.899.567 de locuitori. Aceasta a fost capitala Indoneziei din 1945 până în 2024. Portul maritim Tanjungpriok (construit în anii 1883-1886) este situat la circa 10 km de oraș. Jakarta este principalul centru politic, administrativ, comercial, financiar și industrial al țării și un important nod de comunicații. Posedă aeroportul Kemajoran. Sunt dezvoltate industriile de siderurgie, construcții navale, prelucrare a cauciucului și lemnului, pielărie (încălțăminte), montaj de automobile, produse alimentare (ceai), textile, tăbăcării. Este un centru cultural (11 universități; academie de științe; muzee) și are o poligrafie, o catedrală romano-catolică (secolul 17), Moscheea Istiqlal, galerii de artă, institute de oceanografie, economie, cercetări industriale și sociale. Posedă de asemenea cel mai mare stadion al Asiei și numeroase parcuri.
Conform unei analize realizată de Global Demographic, ce a vizat nivelul de creștere a populației și densitatea locuitorilor, în 2016 Jakarta a fost pe locul al doilea în lume (după Tokio).

## Istorie
Între 1619 și 1621 olandezii au întemeiat aici Batavia, reședința autorităților coloniale olandeze ale Indiilor de Est. A fost un important centru al mișcării de eliberare națională. În august 1945, aici a fost proclamată independența Indoneziei, iar în 1949 Batavia și-a schimbat numele în Jakarta, devenind capitala țării.
La 29 aprilie 2019, ministrul planificării a anunțat că președintele Joko Widodo a decis mutarea capitalei de la Jakarta din cauza faptului că orașul se scufundă între 1 și 15 centimetri pe an. Viitoare capitală, Nusantara, a fost inaugurată la 17 august 2024.

### Economie

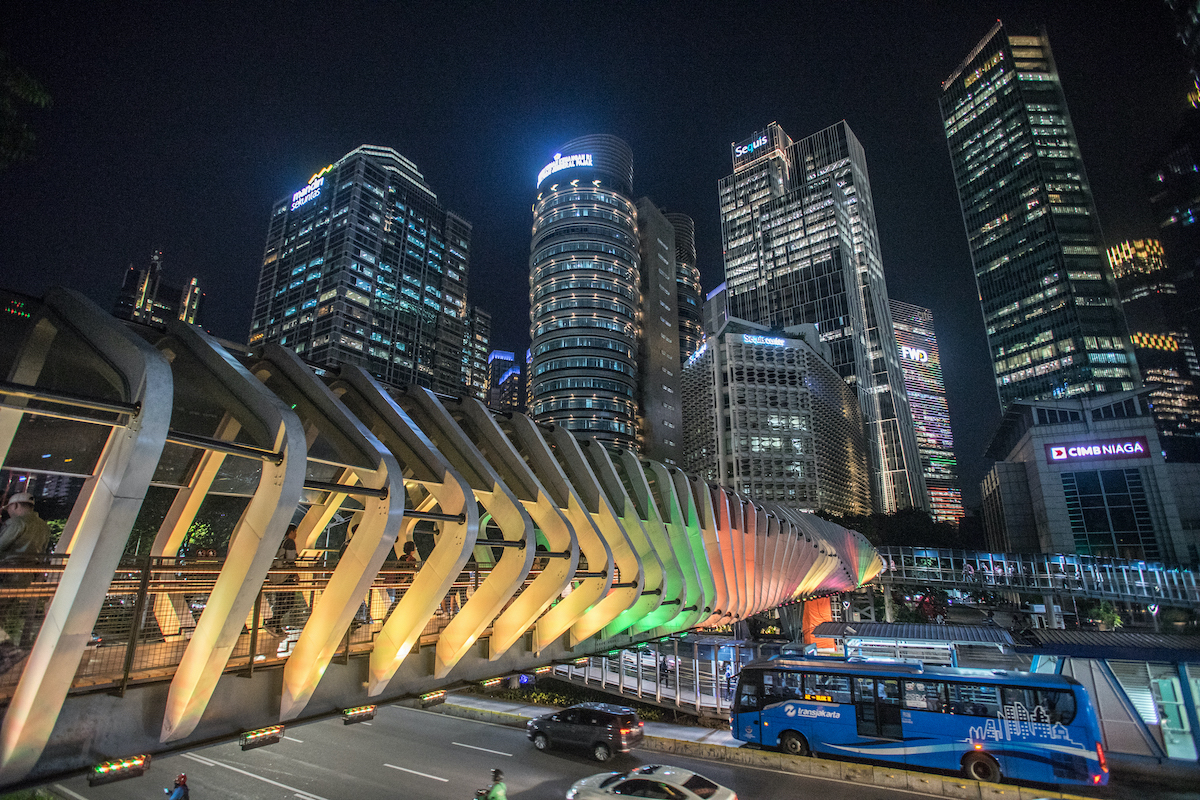
SCBD; un centru de afaceri din Jakarta

Indonezia este cea mai mare economie din ASEAN, iar Jakarta este centrul economic al arhipelagului indonezian. PIB-ul nominal al Jakartei a fost de $203,7 miliarde USD și PIB-ul PCB (Putere de cumpărare a banilor) a fost de $602,9 miliarde USD în 2021, ceea ce reprezintă aproximativ 17% din PIB-ul total al Indoneziei. Jakarta s-a clasat pe locul 21 în lista Index a orașelor după influență economică în 2020, de către revista CEOWORLD. Potrivit Centrului Japonez pentru Cercetare Economică, GRP pe cap de locuitor din Jakarta va ocupa locul 28 printre cele 77 de orașe în 2030 de la 41 în 2015, cel mai mare din Asia de Sud-Est.[143] Savills Resilient Cities Index a prezis că Jakarta va fi în primele 20 de orașe din lume până în 2028. Economia Jakartei depinde în mare măsură de sectoarele de producție și servicii, cum ar fi sectorul bancar, comercial și financiar. Industriile includ electronică, automobile, produse chimice, inginerie mecanică și științe biomedicale. Sediul central al Bank Indonezia și Bursa de Valori Indonezia sunt situate în oraș. Majoritatea SOE-urilor includ Pertamina, PLN, Angkasa Pura și Telkomsel operează sedii centrale în oraș, la fel ca și conglomeratele indoneziene majore, cum ar fi Salim Group, Sinar Mas Group, Astra International, Gudang Garam, Kompas-Gramedia, CT Corp, Emtek și MNC Group. Sediul Camerei de Comerț și Industrie Indoneziene și al Asociației Patronale Indoneziene sunt, de asemenea, situate în oraș. Începând cu anul 2017, orașul găzduiește șase companii Forbes Global 2000, două Fortune 500 și șapte companii Unicorn.
Google și Alibaba au centre cloud regionale în Jakarta. În 2017, creșterea economică a fost de 6,22%. Pe parcursul aceluiași an, valoarea totală a investiției a fost de 108,6 trilioane Rp (US$8 miliarde), o creștere de 84,7% față de anul precedent. În 2021, PIB-ul nominal pe cap de locuitor a fost estimat la 274,710 milioane Rp (US$19,199). Contribuțiile cele mai semnificative la PNDR au fost prin finanțare, proprietate și servicii pentru întreprinderi (29%); sectorul comerțului, al hotelurilor și al restaurantelor (20%)